# Omar Bongo
El Hadj Omar Bongo Ondimba, ursprungligen Albert-Bernard Bongo, född 30 december 1935 i Lewai (nuv. Bongoville), Franska Ekvatorialafrika (i nuv. Gabon), död 8 juni 2009 i Barcelona, Spanien, var Gabons president från 1967 fram till sin död 2009.
Omar Bongo tillhörde Batekestammen, den största stammen i Gabon. Han blev landets president i november 1967, då han som vicepresident efterträdde Léon M'ba vid dennes död. Bongo konverterade till islam 1973 och ändrade då sitt förnamn till Omar. Från 1991 råder flerpartisystem i landet. Bongo fortsatte dock att vinna valen 1993, 1998 och 2005. Bongo ansågs dock egentligen vara emot flerpartisystem på grund av stamlojaliteter. 
Bongo var en av de förmögnaste statscheferna i världen. Han var gift med dottern till Republiken Kongos president, Denis Sassou-Nguesso. 
2003 skapade Bongo en diplomatisk kris mellan Gabon och Peru efter att han försökt köpa sex av Ivette Santa Maria, Perus kandidat till Miss Universum.
Omar Bongo avled kl 12.30 den 8 juni 2009 av en hjärtattack, meddelade Gabons premiärminister i ett pressmeddelande. 
Hans son Ali Bongo förklarade sig den 3 september 2009 som vinnare av det presidentval i vilket Omars efterträdare skulle utses.

## Källhänvisning
1. ↑  hämtat från: ryskspråkiga Wikipedia.[källa från Wikidata]
2. ↑  Ida Thunberg (6 februari 2004). ”Presidenten försökte köpa Fröken Peru”. Expressen. https://www.expressen.se/noje/presidenten-forsokte-kopa-froken-peru/.
3. ↑  ”BBC NEWS - Africa - Gabon's Omar Bongo confirmed dead”. http://news.bbc.co.uk/2/hi/africa/8090056.stm. Läst 11 juni 2009.

- Wikimedia Commons har media som rör Omar Bongo.